# Aglaoschema prasinipenne
Aglaoschema prasinipenne är en skalbaggsart som först beskrevs av Lucas 1859.  Aglaoschema prasinipenne ingår i släktet Aglaoschema och familjen långhorningar. Inga underarter finns listade i Catalogue of Life.